# (22495) Fubini
(22495) Fubini ist ein Asteroid des Hauptgürtels, der am 6. Mai 1997 vom italo-amerikanischen Astronomen Paul G. Comba am Prescott-Observatorium (IAU-Code 684) in Arizona entdeckt wurde.
Der Asteroid wurde nach dem italienischen Mathematiker Guido Fubini (1879–1943) benannt.